# Scotinochroa inconsequens
Scotinochroa inconsequens is een vlinder uit de familie slakrupsvlinders (Limacodidae). De wetenschappelijke naam van deze soort is voor het eerst geldig gepubliceerd in 1897 door Butler.
De soort komt voor in tropisch Afrika.